# Mérföldkő

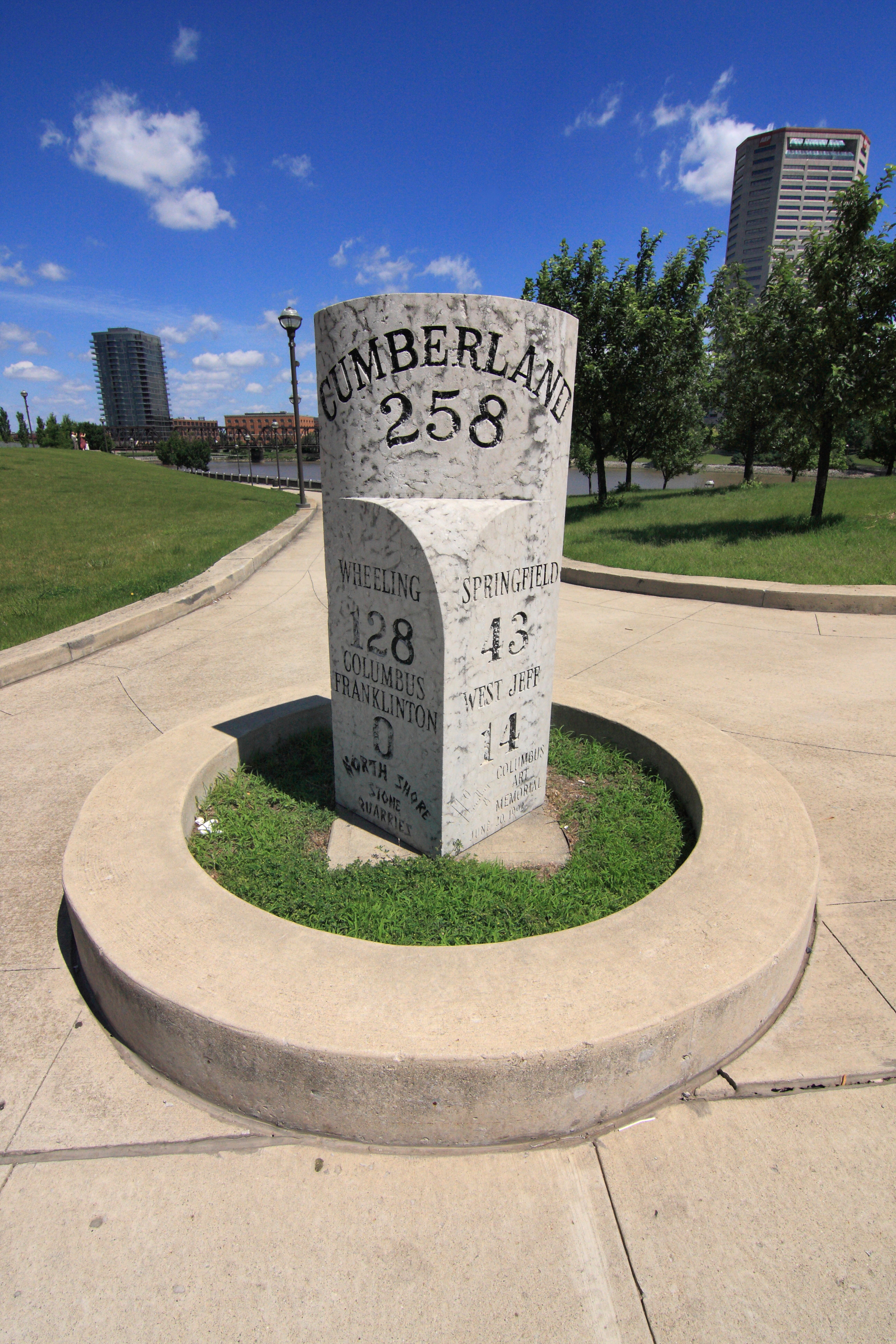
Egy mérföldkő az amerikai nemzeti úton, amely számos helytől való távolságot jelez

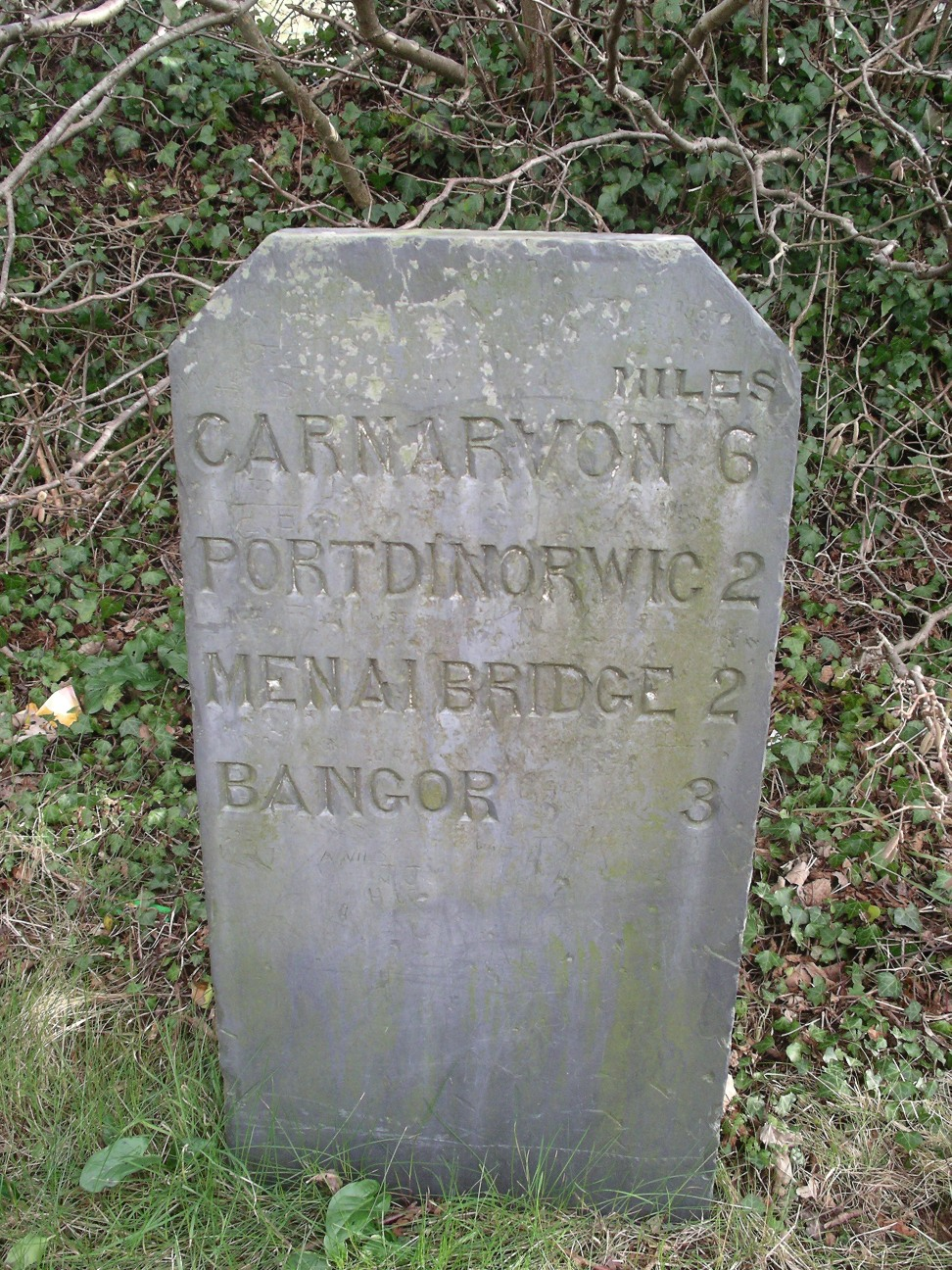
Pala mérföldkő Bangor közelében, Walesben

A mérföldkő egy azonosítókkal ellátott, időtálló jelzés, amelyet egy útvonalon, például közút, vasútvonal, csatorna vagy határvonal mentén helyeznek el. Jelezhetik a távolságot városoktól, településektől és egyéb helyektől. Az utakon jellemzően az út szélén, középen vagy felező sávban helyezkednek el. Európában általánosan a távolságokat kilométerben mérik mérföld helyett. A „távolságjelző” egy általános, mértékegységtől független kifejezés.
A mérföldkövek biztosítják az utazókat arról, hogy a helyes útvonalon haladnak, és jelezhetik a megtett távolságot vagy a célállomásig hátralévő távolságot. Az ilyen referenciákat a karbantartó mérnökök és a mentőszolgálatok is használják, hogy olyan konkrét pontokra irányítsák őket, ahol jelenlétükre szükség van.

### Római Birodalom

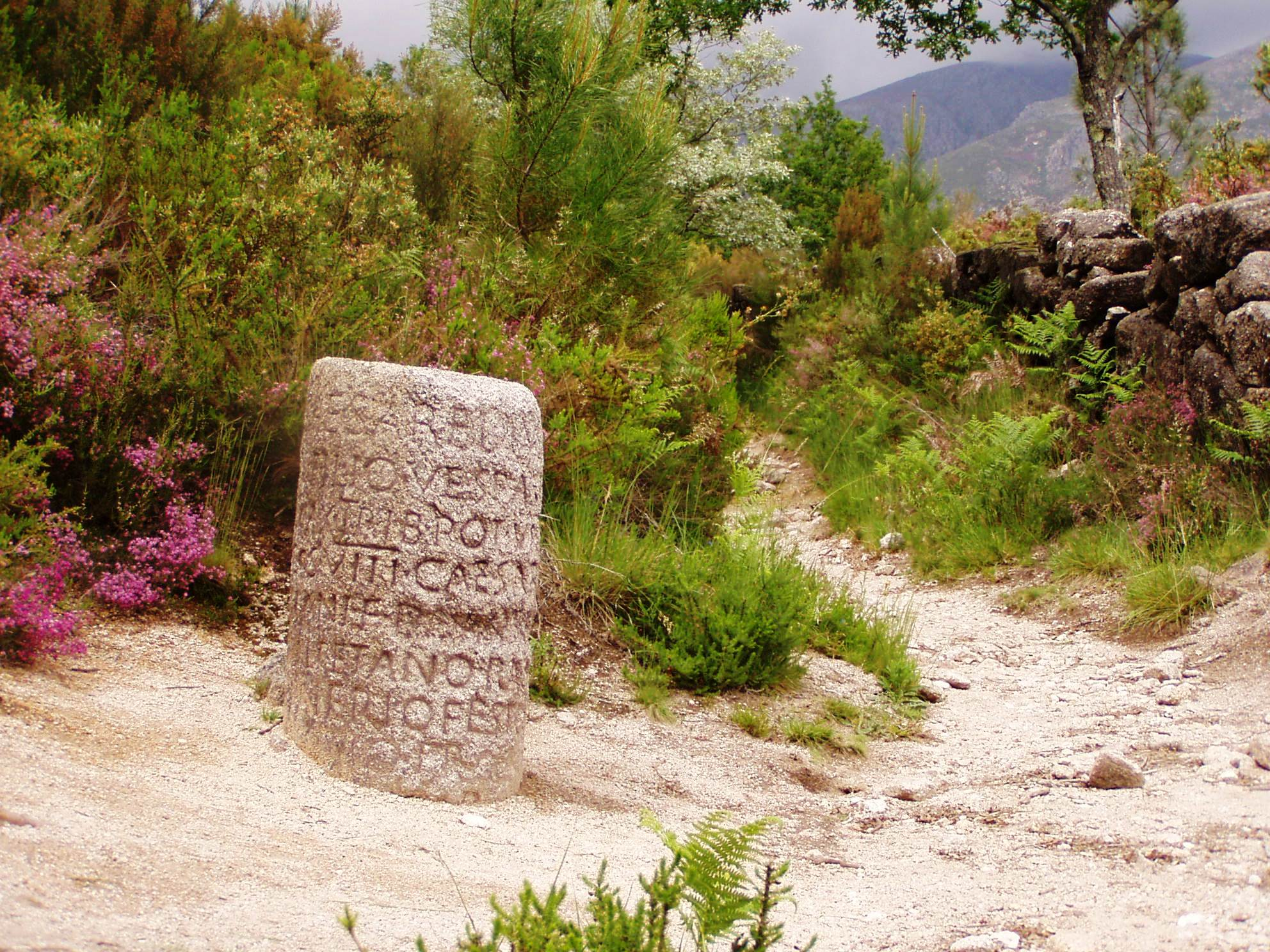
XXIX. római mérföldkő a Via Romana XVIII-on – az ibériai Bracara Augusta és Asturica Augusta városokat összekötő úton

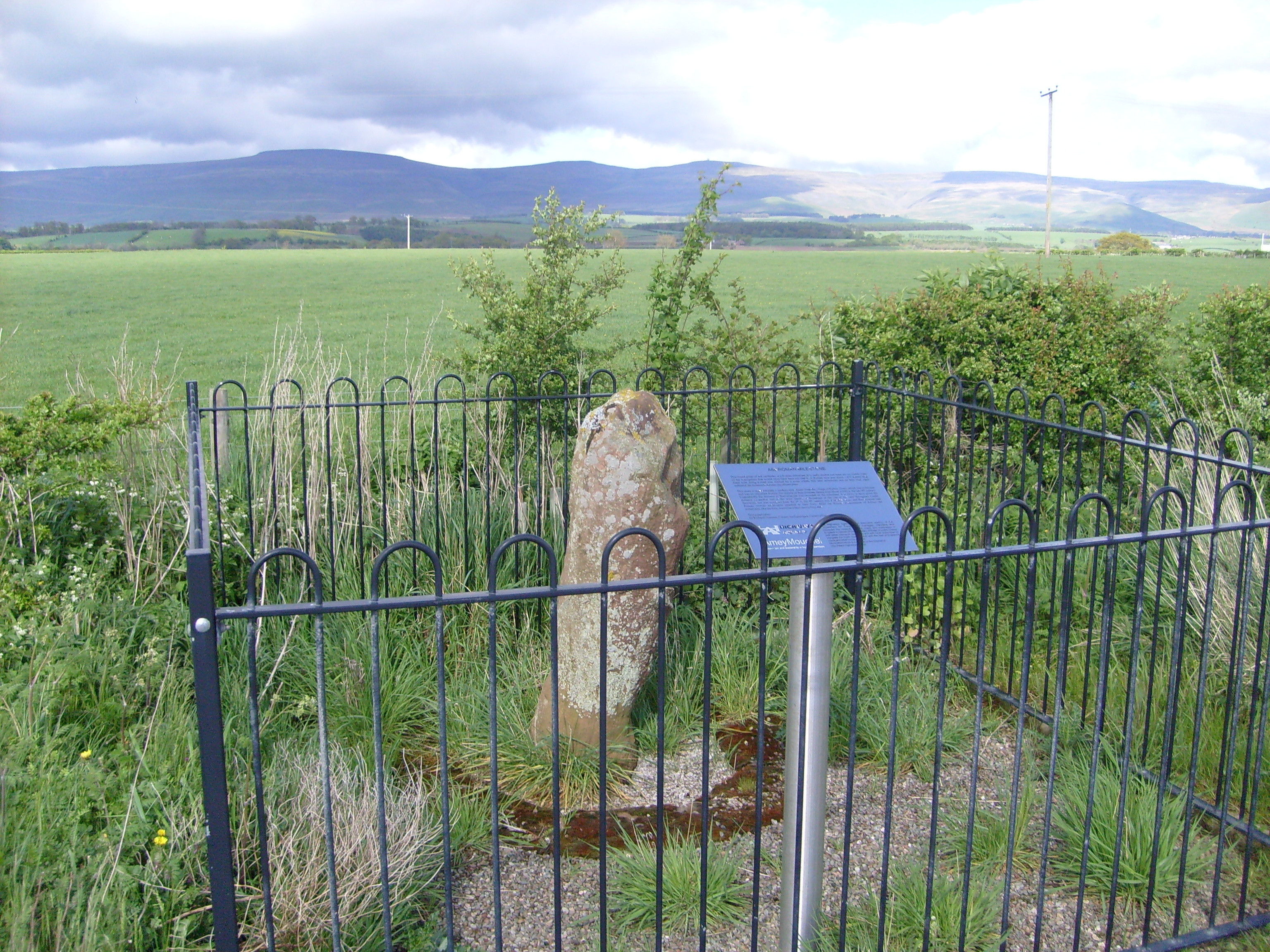
Római mérföldkő az egykori A66-os úton Kirkby Thore és Temple Sowerby között (felirat nélkül)

Miliárium eredetileg kőobeliszkek voltak – gránitból, márványból vagy bármilyen helyi kőből, ami elérhető |volt –, később pedig betonoszlopok . A Római Birodalom útépítői széles körben használták őket, és minden római úthálózat fontos részét képezték: a katonák naponta megtett távolságot oszthatták be.
A miliariumokon gyakran felvésték az uralkodó császár nevét, címeit, a távolságot az út kezdőpontjától (vagy egy nagyobb településtől), és néha az út építőjének vagy felújítójának nevét is. A legismertebb ilyen jellegű kő a Római Fórumban álló Milliarium Aureum (Arany Mérföldkő) volt, amelyet Augustus császár állíttatott, és a birodalom útjainak kiindulópontját jelölte.
Az első római mérföldkövek az Appius-úton jelentek meg. Róma központjában állították az „ Arany mérföldkövet ”, amely a birodalom feltételezett központját jelölte: ez a mérföldkő azóta elveszett. Az Arany mérföldkő ihlette a washingtoni és budapesti Nulla mérföldkövet, amelyet az összes úttávolság kiszámításához használtak. A római mérföldkövek távolságának mérésére kilométer-számlálókat használtak, valószínűleg az ókori görög technológián alapulva. 

### Bizánci Birodalom
Egy központi mérföldkövet, a Miliont, a Kr. u. 4. század elején emeltek Konstantinápolyban . Kiindulópontként szolgált a Bizánci Birodalom városaiba vezető összes út távolságának méréséhez, és ugyanazt a funkciót töltötte be, mint az ókori Róma Milliarium Aureumja . A Milion legalább a 15. század végéig érintetlenül maradt fenn. Töredékeit az 1960-as évek végén ismét felfedezték. Egy töredéket oszlopként állítottak fel újra.

### Iszlám világ
Az iszlám világban a mérföldkövek használata az első iszlám században kezdődött. Az omajjád kalifa, Abd al-Malik bin Marwan mérföldköveket helyezett el az utazók által használt ösvények mentén, és néhányat a szíriai Golánban található Faiq városában találtak, amely Faiq az iszlám kor egyik fő úti állomása volt. Sok ilyen követ egynél több helyen is megtaláltak, az egyiket az isztambuli Iszlám Régészeti Múzeumban, a másikat pedig a Jeruzsálemi Múzeumban. 

### Középkor utáni Európa

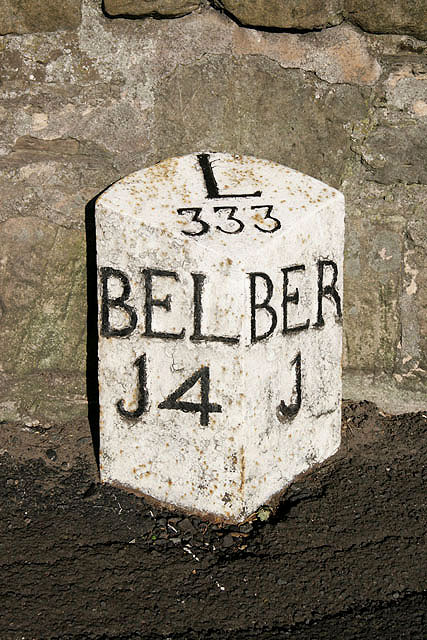
Mérföldkő Northumberlandben, amely 1 mérföldre jelzi Berwick-upon-Tweedet, 14 mérföldre Belfordot és 333 mérföldre Londont

Európában a távolságmérés jellemzően egy városon vagy településen belüli meghatározott ponttól kezdődik, mivel sok utat a két végén található városokról neveztek el. Például Londonban, az Egyesült Királyságban a Charing Cross-i Eleanor -kereszt közelében található emléktábla az a viszonyítási pont, amelytől London és más városok közötti távolságot mérik. 

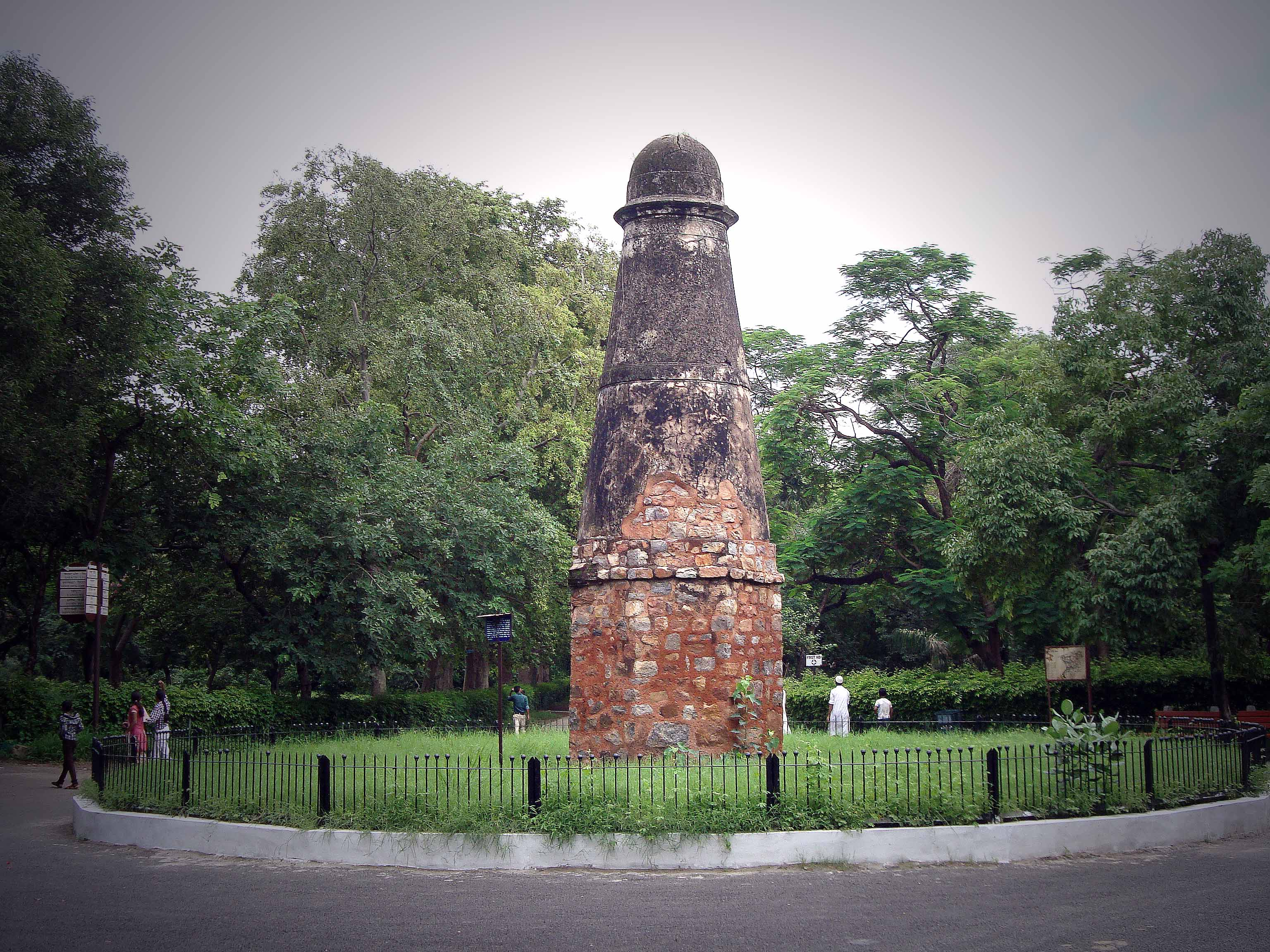
Kos Minar (Mogul mérföldkő), Delhi Állatkert, Újdelhi, India

A Kosz Minárok vagy mérföld-oszlopok középkori mérföldkövek, amelyeket a 16. századi afgán uralkodó , Ser Sáh Szúri, majd később mogul császárok emeltek. Ezeket a minárokat a mogul császárok állították a birodalom főútvonalain, a távolságok jelölésére. A Kosz Minár egy tömör, kerek oszlop, körülbelül 30 láb (9,1 m) magas, téglából épült és mésszel vakolt alapon áll. Bár építészetileg nem túl lenyűgözőek, de mivel mérföldkövek voltak, fontos részét képezték a kommunikációnak és az utazásnak egy nagy birodalomban. 
A kosz egy ősi indiai távolságmértékegység. Körülbelül 1,8 kilométer (1,1 mi) vagy 3,2 kilométer (2,0 mi) . A minar perzsa szó tornyot jelent. Abul Fazl feljegyezte az Akbar Namában, hogy 1575-ben Akbar parancsot adott ki, hogy az Agrából Ajmerbe vezető úton minden Kósz-szigeten egy oszlopot vagy minart kell felállítani az utazók kényelme érdekében.  

## Modern autópályák
Napjainkra a kilométer jelző kifejezést használják, mert a "kövek" jellemzően fém autópálya-távolságjelzők, és a legtöbb országban kilométert és métert használnak mérföld és yard helyett. Ma is találhatók közelebb egymáshoz elhelyezett, tizedes számokat tartalmazó táblák, valamint vasutak, strandok és csatornák mentén elhelyezett táblák.

## Vasúti mérföldkövek

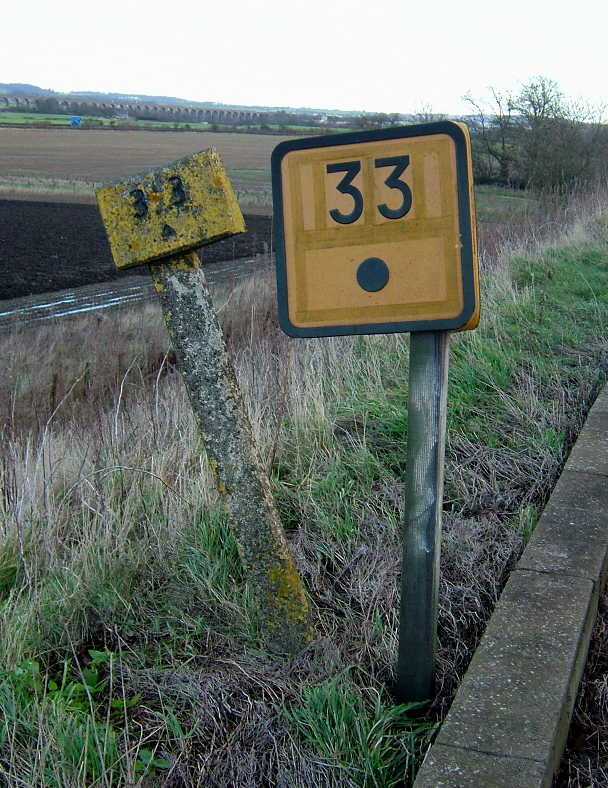
Régi és új vasúti távolságjelzők az Egyesült Királyságban, amelyek a távolságot jelzik a nullponttól

Az 1845. évi vasúti záradékok konszolidációs törvénye kötelezi az Egyesült Királyság vasúttársaságait, hogy biztosítsanak utasaiknak egy olyan eszközt, amellyel meghatározhatják a megtett távolságot (akkoriban a viteldíjakat a távolság alapján határozták meg). 
Hasonló törvényeket hoztak más országokban is. A modern vasútvonalakon ezeket a történelmi jelzőtáblákat ma is használják infrastruktúra-referenciapontokként. Sok ponton a jelzőtáblákon feltüntetett távolságok a hálózaton már nem szereplő pontokon alapulnak – például egy lezárt vonalon vagy egy később áthelyezett csomóponttól mért távolságok. A szerkezeti jelzések egész pontosan tartalmazzák a kilométer-számlálást; az Egyesült Királyságban a lánc (egyenlő A szokásos . Az Egyesült Államokban és Kanadában a mérföldeket „tizedesjegyekben” számolják, így például egy „4,83-as jelzés” jelölhet egy kereszteződést, átkelőhelyet, hidat vagy alagutat.
Metrikált területeken ennek megfelelője a kilométerpont .

## Fordítás
- Ez a szócikk részben vagy egészben  a   Milestone című angol Wikipédia-szócikk ezen változatának fordításán alapul.  Az eredeti cikk szerkesztőit annak laptörténete sorolja fel. Ez a jelzés csupán a megfogalmazás eredetét és a szerzői jogokat jelzi, nem szolgál a cikkben szereplő információk forrásmegjelöléseként.